# Värttinä
Värttinä (Finnisch für „Spindel“) ist eine finnische Band, deren Musik sich vor allem aus der finnisch-karelischen Musiktradition, aber auch aus modernen Einflüssen speist. Es singen fast nur Frauen, und zwar ausschließlich im karelischen Dialekt des Finnischen. Die Instrumente werden jedoch fast immer von Männern gespielt.

## Bandgeschichte

### Anfänge in der Tradition
Die Band wurde 1983 im kleinen karelischen Ort Rääkkylä in Südostfinnland als Gruppe junger Musiker im Teenageralter gegründet. Die Mädchen waren dabei weitaus in der Überzahl. Die Besetzung der entstehenden Band war anfangs relativ frei, zeitweise sangen und musizierten etwa 20 junge Musiker zusammen. Das Repertoire der Anfangsjahre umfasste vor allem das traditionelle karelische Liedgut sowie Stücke, die auf dem einheimischen Instrument, der Kantele, gespielt wurden. Trotz der flexiblen Aufstellung unterstand die Gruppe jedoch von Anfang an der musikalischen Leitung der Schwestern Sari (Gesang, Kantele, Akkordeon) und Mari Kaasinen (Gesang, Kantele, Akkordeon). Es waren wohl vor allem die beiden Geschwister, die die Gruppe musikalisch voranbrachten und auf eine tiefere Erkundung und Wiederbelebung der einheimischen Musiktradition drangen. Aus dieser Anfangsperiode stammen die ersten beiden LPs, Värttinä (1987) und Musta Lindu (1989, später als Black Bird wiederveröffentlicht). Die Sängerin und Violinistin Pauliina Luukkanen verließ die Band 1989, heiratete den finnischen Musiker Peter Lerche und tritt seither als Pauliina Lerche auf.

### Paradigmenwechsel
Zu Anfang der 1990er Jahre änderte sich der „lockere“ musikalische und organisatorische Ansatz von Värttinä grundlegend. 1990 fand ein größerer Austausch der Mitwirkenden statt, der zu einer Professionalität führte, die es bis dahin in der Gruppe nicht gegeben hatte. In der Folge bestand die Band nur noch aus zehn „festen“ Mitgliedern. Sari und Mari Kaasinen bildeten zusammen mit dem ebenfalls langjährigen Mitglied Kirsi Kähkönen (Gesang) sowie Bouzoukispieler Janne Lappalainen den Kern der im Grunde neu gegründeten Band, der durch einige in Finnland weithin anerkannte Instrumentalisten ergänzt wurde. Mit fünf Sängerinnen und fünf Musikern (vier davon männlich) erweiterten Värttinä ihr Repertoire erheblich, und zwar sowohl um traditionelle Musik aus anderen finnischen Regionen als auch vor allem um eigene Stücke. Gleichzeitig entwickelte sich die Musik stärker in Richtung Popmusik, ohne als solche bezeichnet werden zu können. In mancher Beziehung kann der Sound von Värttinä als Weltmusik bezeichnet werden, jedoch zogen sie ihre Inspiration nie aus dem Gesamtfundus der Weltmusik, sondern zuerst und vor allem aus der einheimischen Tradition. Deren Erkundung wurde von der Band stets als oberstes Ziel ihres musikalischen Schaffens genannt. Ein erstes Zeugnis dieser Entwicklung ist die LP Oi Dai von 1991, die kommerziell sowohl kurz- als auch langfristig sehr erfolgreich war und Värttinä außerhalb der Grenzen Finnlands bekannt machte.
Mit den nächsten beiden Alben, Seleniko (1992) und Aitara (1994), wurden Värttinä auch in Deutschland bekannt. Der Sound dieser Alben ist noch eingängiger als auf Oi Dai, was den kommerziellen Erfolg zum Teil erklärt. Zudem wirkt der Harmonie- und Wechselgesang der Frauen noch wesentlich ausgereifter, ihre Stimmen klingen „erwachsener“ und die Musik selbst wirkt inspirierter, komplexer und technisch versierter. Wie auf den meisten Alben werden Stücke mit Gesang und Instrumenten durch A-cappella- und Instrumentalstücke ergänzt. Die Instrumentalstücke werden häufig schnell und in „ungeraden“ Takten gespielt, etwa 13/8 in Pihi Neito vom Album Seleniko.

### Wieder neue Wege
Mitte der 1990er erreichte die Band den internationalen Durchbruch auf dem Gebiet der Weltmusik. Das Album Kokko von 1997 konnte sowohl in Europa als auch in den USA große Erfolge verbuchen. Internationale Touren und Auftritte bei Festivals folgten. Einen tiefen musikalischen Einschnitt stellte jedoch der Weggang von Sari Kaasinen aus der Band dar, die seitdem ihre eigene Band Sirmakka, Soloprojekte unter ihrem eigenen Namen und eine Kantele-Schule für junge Musiker betreibt. Für sie trat Susan Aho (Gesang, Akkordeon) Värttinä bei.
Ende der 90er Jahre wechselten Värttinä erneut die musikalische Grundrichtung, die auf Kokko in Ansätzen bereits verfolgt wurde. Kokko und die nächsten beiden Alben, Vihma (1998) und Ilmatar (2000), bilden eine Art Trilogie, deren übergreifendes Thema die karelische Mythologie ist. Die Zeit ist jedoch auch mit häufigen Wechseln in der Besetzung und der Plattenfirmen verbunden. Musikalisch gesehen werden Värttinä experimenteller, binden neue Elemente ein, unter anderem auch tuvinischen Kehlkopfgesang und Musiker der tuwinischen, traditionelle Elemente verarbeitenden Rockband Yat-Kha.
Während der internationale Erfolg weiter wuchs und sich vor allem auf Japan und Ost-Mitteleuropa (Tschechien, Slowakei und Ungarn) ausdehnte, veröffentlichte die Band 2001 das Live-Album 6.12, das das Konzert vom 6. Dezember 2000 im Savoy-Theater in Helsinki wiedergibt. Trotz der sehr guten Aufnahmequalität ist die Atmosphäre eines Värttinä-Konzerts auf diesem Mitschnitt nur zu erahnen. Auf dem folgenden Album iki von 2003 waren so wenige unterschiedliche Stimmen zu hören wie auf keiner Värttinä-Veröffentlichung zuvor. Neben dem langjährigen Violinisten Kari Reiman und dem Bassisten Pekka Lehti verließ auch Sängerin Kirsi Kähkönen nach langen Jahren die Band, so dass mit Mari Kaasinen, Susan Aho und Johanna Virtanen nur noch drei Frauen sangen. Die meisten der heute bei Värttinä spielenden Musiker waren jedoch auch vor ihrem Beitritt zur Band in Finnland gefragte und bekannte Instrumentalisten. Das Hauptgewicht des Albums liegt wohl wesentlich stärker auf der Musik selbst als auf allen anderen Alben vor iki. Zudem hat sich die Band, ähnlich wie auf Kokko acht Jahre zuvor, recht stark dem Rock-Pop-Bereich angenähert.
Värttinä wurden 2003 vom amerikanischen Magazin Utne Reader neben den Musikern Tom Waits und Dave Douglas, dem Architekten Shigeru Ban und dem Installationskünstler Matthew Barney unter die 40 bedeutendsten Künstler der Welt (Movers and Shakers - The 40 Most Exciting, Soulful Artists of 2003 - 40 Artists Who Will Shake the World) gewählt. Ab 2004 arbeiteten Värttinä gemeinsam mit dem indischen Filmmusik-Komponisten A. R. Rahman am Soundtrack für das Musical The Lord of the Rings, das im Februar 2006 in Toronto erstaufgeführt wurde. Bereits Ende Januar des Jahres erschien das neue Album Miero, erneut auf einem neuen Plattenlabel, beim Weltmusik-Label Real World von Peter Gabriel.

## Diskografie

### Alben
- Värttinä (1987), Neuveröffentlichung 1997
- Musta Lindu (1989), Neuveröffentlichung als Black Bird 1998
- Oi Dai (1991, FI: Platin)[2]
- Seleniko (1992)
- Aitara (1994)
- Kokko (1996)
- Vihma (1998)
- Ilmatar (2000)
- 6.12 (2001), live
- Double Life (2002), Doppel-CD: Kompilation und 6.12
- iki (2003)
- Snow Angel (2005), Kompilation, nur in der Tschechischen Republik erhältlich
- Miero (2006)
- 25 (2007)
- Utu (2012)
- Viena (2015)

### Singles
- Lasetus (2013)